# Philip Christison
Alexander Frank Philip Christison, 4th Baronet (Edinburgh, 17 november 1893 – 21 december 1993) was een Britse militaire commandant tijdens de Tweede Wereldoorlog.

## Voor de Tweede Wereldoorlog
Christison werd geboren in Edinburgh en was de oudste zoon van vijf kinderen van Sir Alexander Christison, 3rd Baronet en zijn tweede vrouw, Florence. Hij studeerde aan de Edinburgh Academy en de University College in Oxford. 
Christison werd toegevoegd aan de Queen’s Own Cameron Highlanders. Tijdens de Eerste Wereldoorlog nam hij deel aan de Slag om Loos waar hij onderscheiden werd met de Military Cross en nam verder deel aan de Slag aan de Somme en de die bij Arras.
Christison was een assistent-manager bij de Olympische Zomerspelen in 1924 in Parijs.
In februari 1937 werd de toen luitenant-kolonel Christison benoemd tot commandant van het 2e Bataljon van de Duke of Wellington’s Regiment in het Multan-gebied van de Punjab in de Noordwestelijke Grensprovincie. In februari 1938 werd hij bevorderd tot kolonel en geselecteerd om bevel over een brigade te voeren.

## Tweede Wereldoorlog
Tussen 1940 en 1941 was Christison commandant van de Command and Staff College in Quetta. In 1941 werd hij bevorderd tot generaal-majoor en in 1942 tot luitenant-generaal. Hij kreeg in 1943 het bevel over het Indische 15e Legerkorps, deel van het nieuwgevormde Britse Veertiende Leger. Christison volgde William Slim op die bevelhebber werd van het Veertiende Leger. Het 15e Legerkorps vocht tijdens de Campagne in Birma aan het Zuidelijke Front, in een kustgebied dat bekendstaat als Arakan.
Tijdens het Tweede Arakan Offensief in februari 1944 rukte het 15e Legerkorps zuidwaarts. Een Japanse poging om elementen van het legerkorps te overvleugelen en te isoleren mislukte toen de Indische 7e Infanteriedivisie de aanvallen van de Japanse 55e Divisie afsloegen. Het 15e Legerkorps trok zich op 22 maart 1944 terug om mee te helpen aan de verdediging ten tijde van de Slag om Imphal. In december 1944 werd Christison samen met Montagu Stopford en Geoffrey Scoones geridderd en onderscheiden met de benoeming tot Ridder Commandeur in de Orde van het Britse Rijk door de onderkoning van India, Lord Wavell in een ceremonie bij het front bij Imphal onder toezicht van de Schotse, Gurkha en Punjab regimenten. William Slim werd daar onderscheiden met de benoeming tot Ridder Commandeur in de Orde van het Bad.
In 1945 kreeg Christison tijdelijk het bevel over het Veertiende Leger en nam ook voor Slim waar als commandant van de Allied Land Forces, South-East Asia toen hij met verlof was. Hij keerde terug naar het 15e Legerkorps toen Slim terugkeerde van verlof. Christison leidde het 15e Legerkorps in mei 1945 Rangoon binnen.
In september 1945 nam Christison het waar voor admiraal Lord Mountbatten als commandant van de South East Asia Command en nam de Japanse capitulatie van het Japanse Zevende leger en de Japanse Zuidzee Vloot op 3 september in Singapore in ontvangst. In 1946 was Christison geallieerd commandant van de troepen in Nederlands-Indië. In november 1945 waren troepen van Christison betrokken bij de Strijd om Soerabaja.

## Na de Tweede Wereldoorlog
Christison was van 1946 tot 1947 General Officer Commanding-in-Chief van de Northern Command en van 1947 tot 1949 van de Scottish Command. In 1949 trok hij zich terug uit het leger en vertrok naar Melrose in Schotland. In de jaren vijftig en zestig was hij secretaris van het Schotse Ministerie van Onderwijs. 
Christison was twee keer getrouwd en had vier kinderen. Hij stierf op 100-jarige leeftijd.

## Decoraties
- Ridder Grootkruis in de Orde van het Britse Rijk
- Lid in de Orde van het Bad
- Orde van Voorname Dienst (Verenigd Koninkrijk)
- Military Cross
  - Gesp
- Grootkruis in de Orde van de Wolk en het Vaandel
- Hij werd genoemd in de Dagorders.